# لاهاد داتو (مالزی)
لاهاد داتو (به لاتین: Lahad Datu) یک منطقهٔ مسکونی در مالزی است که در Tawau Division واقع شده‌است. لاهاد داتو ۲۷٬۸۸۷ نفر جمعیت دارد.